# プンツォク・ワンギャル
プンツォク・ワンギャル（チベット語: ཕུན་ཚོགས་དབང་རྒྱལ།, ワイリー方式: phun tshogs dbang rgyal, 蔵文拼音: pun tsok wang gyel, 1922年1月2日 - 2014年3月30日）は、チベット・バタン出身の革命家である。中国語表記では平措汪傑、あるいは平措旺傑。通称、平汪（プンワン）。「解放」という名の中国人民解放軍によるチベット侵略に抵抗し、チベット共産党を結党した。また、大チベット構想を打ち立てた。

## 生涯
長征（1934年 - 1936年）中にチベット東部（カム地方）を通過した中国共産党の影響を受け『東チベット自治同盟』を結成、雲南との国境地帯で中華民国の支配に対する武装蜂起を起こした後、中国国民党支配に抵抗した英雄として知られるようになり、チベット貴族支配下にあるラサでは公然と反体制的な活動を行った。この時すでに中国共産党員であり、民族派的マルクス主義者であった。
日本では、チベットに滞在した日本人、木村肥佐生の著書にも登場し、木村とは親しく交流していた。木村は日本の明治維新を革命モデルとしてチベットに適用するアイディアを彼に提案し、彼は大日本帝国憲法をモデルにチベットの新憲法の草案を練っていたという。
1949年、保守派貴族によってインドへ追放される。帰国後、中国共産党の下部機関に組み込まれたが、文化大革命（1966年 - 1977年）では民族主義者として弾圧を受け、約20年にわたって投獄された。
文化大革命の終焉ののち政治の表舞台へ復帰し、全国人民代表大会常務委員、中央民族委員会副主任などのポストを歴任した。

## 思想
結果からみれば彼はチベット共産化を手助けした人物ということになるが、彼が求めていたのはチベット政治の革新であり、中国化の推進が目的ではなかったとされる。チベット民族の立場からは、裏切り者との評価のある反面、民族愛の人であったとする評価もある。また、彼が若かった頃のカム地方がチベット政府の専制に苦しんでいたことも、彼の思想や政治的活動と無縁ではなかったと考えられる。
なお、晩年の彼の主張は、中国からの独立ではなく高度な地方自治を求めるものであった。